# Людвіг V (герцог Баварії)
Людвіг V (нім. Ludwig V.; травень 1315 — 18 вересня 1361) — герцог Баварії з 1347, маркграф Бранденбургу в 1323—1351 (як Людвіг II), граф Тіролю з 1342, з династії Віттельсбахів.

## Біографія
Людвіг V був старшим сином імператора Священної Римської імперії Людвіга IV. Вже у віці 8 років він отримав від батька Бранденбурзьке маркграфство, однак його правління там не набуло популярності серед місцевого дворянства.
У 1342 Людвіг одружився з Маргаритою Маульташ, правителькою обширного Тірольского графства на південь від Баварії. Маргарита, однак, з церковного права, ще не вважалася розведеною зі своїм першим чоловіком Йоганном Генріхом Люксембурзьким, тому шлюб Людвіга та Маргарити викликав скандал європейського масштабу. Незважаючи на захист «першого в історії світського шлюбу» з боку чільних філософів того часу Вільяма Оккама та Марсілія Падуанського, Папа Римський, будучи в жорсткому протистоянні з імператором Людвігом IV, відлучив молоду пару від церкви.

Після смерті свого батька в 1347 Людвіга V разом зі своїми п'ятьма братами проголошено герцогом Баварії. Через два роки брати вирішили розділити герцогство. Людвіг V, його молодші брати Людвіг VI і Оттон V отримали у володіння Верхню Баварію, що включає території по річках Лех, Ізар, Ампер та верхів'я Інна.

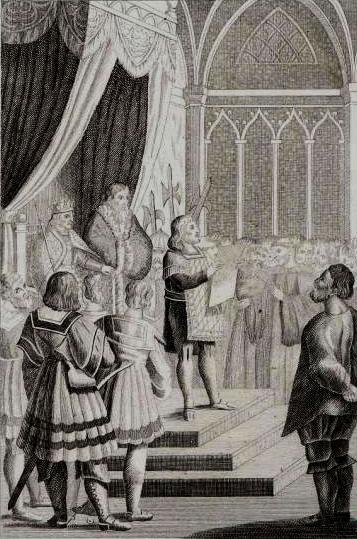
Читання першого декрету Людвіга V, герцога Баварії.

Відлучений від церкви, Людвіг V не міг претендувати на корону Священної Римської імперії після свого батька. Імператором було обрано Карла IV, з конкурентної родини Люксембургів. Людвіг V у союзі з англійським королем Едвардом III намагалися домогтися обрання анти-королем Німеччини Гюнтера Шварцбурзького, проте незабаром після його обрання чотирма курфюрстами Гюнтер був розбитий прихильниками Люксембургів і помер. Проте Людвігу V вдавалося стримувати агресію нового імператора проти володінь Віттельсбахів: у 1350 він придушив повстання в Бранденбурзі, інспіроване Карлом IV, що призвело до розорення цього князівства, а пізніше Людвіг V відбив напад імператора на Тіроль.
У 1351 Людвіг поступився Бранденбурзьким маркграфством своїм молодшим братам за можливість єдиновластного правління у Верхній Баварії. Він планував навіки об'єднати Тіроль з Баварією і створив єдину адміністрацію для обох своїх князівств. З публікацією у 1356 Золотої Булли Карла IV, що обмежила коло німецьких князів, які мають право обрання імператора сімома курфюрстами (Баварія не входила до переліку), почався новий виток конфлікту між Людвігом V та імператором.
У 1359 Людвігу вдалося досягти за допомогою Габсбургів, також незадоволених політикою Карла IV, зняття церковного відлучення з себе і своєї дружини.
У вересні 1361 Людвіг V помер дорогою з Тіролю в Мюнхен. Похований в Фрауенкірхе.
Йому успадковував його син Мейнгард III.

## Родина
1 Дружина (з 1324) — Маргарита Данська (1305–1340), дочка Хрістофера II, короля Данії
Діти:
- Єлизавета (1326? — 1345?)

2 Дружина (з 1342) — Маргарита (1318–1369), графиня Тіролю, дочка Генріха, короля Чехії
Діти:
- Герман (1343–1360)
- Мейнхард (1344–1363) — герцог Верхньої Баварії і граф Тіролю